# Lac Izabal
Le  Lac Izabal (Lago de Izabal, également connu comme Golfo Dulce), est le plus grand lac du Guatemala. Il est situé à une trentaine de kilomètres de la mer des Caraïbes dans laquelle il se jette au travers du Rio Dulce. Il a donné son nom au département d'Izabal.
Le lac Izabal a une superficie de 589,6 km2, et sa profondeur maximale est de 18 mètres. La rivière Polochic est le principal affluent.
La contamination du lac par les rejets d'une mine de nickel de l'entreprise GCN Pronico, une filiale du groupe Solway, a été dénoncée en 2017 par un journaliste qui risque pour cela une peine de prison. Le 27 mai 2017, une manifestation de pêcheurs est brutalement réprimée par la police et un manifestant est tué.